# Cortejo

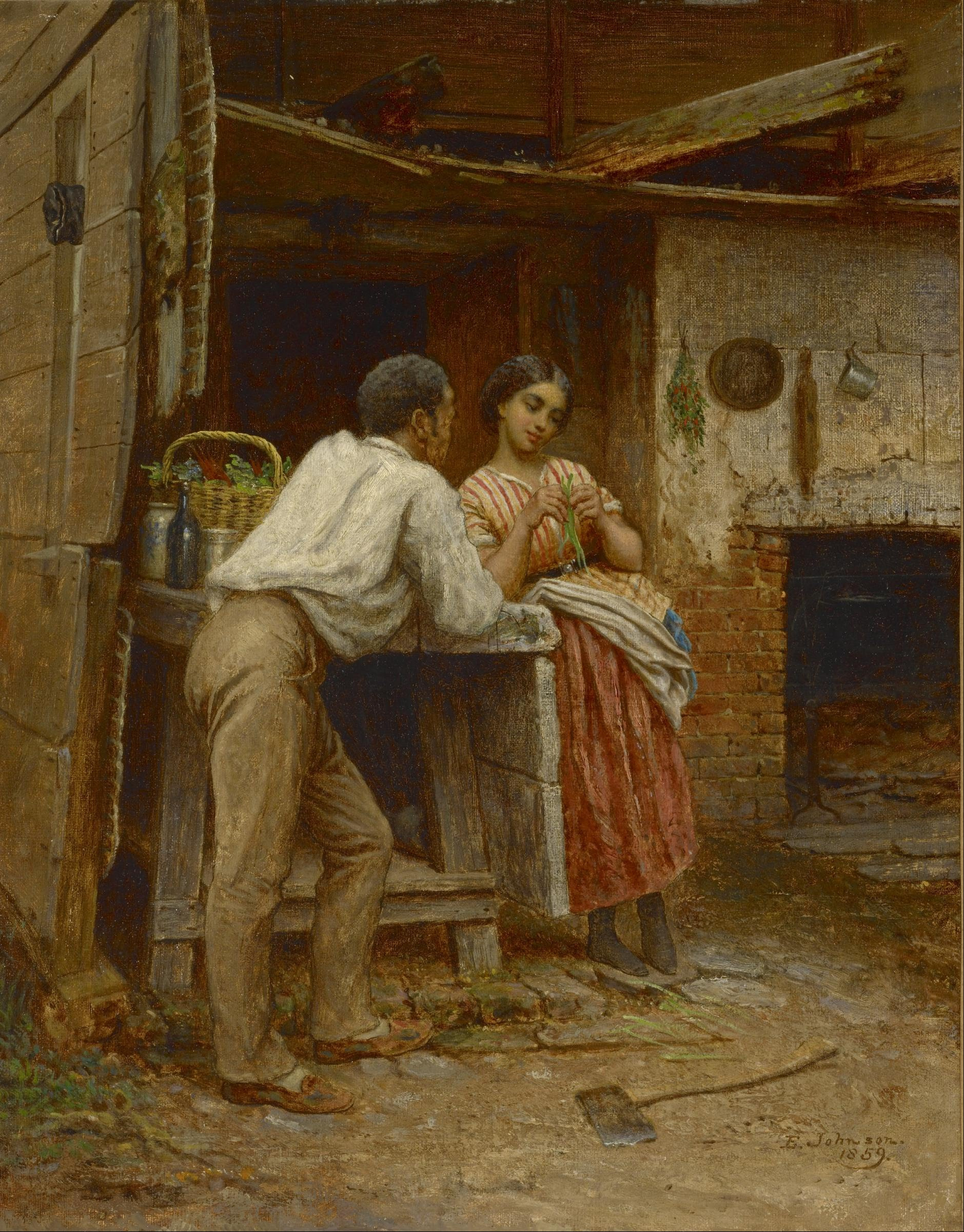
"Cortejo sureño", cuadro pintado por Eastman Johnson (1824–1906).

El cortejo es la selección y atracción de una persona a otra con el fin de establecer una relación íntima, la cual suele implicar amor, sexo, compromiso, cohabitación, matrimonio o reproducción. El cortejo sexual es llevado a cabo por muchas especies animales, incluyendo al ser humano, y su durabilidad es muy variada entre las mismas.

## Tradiciones relacionadas con el cortejo
Mientras que la cita suele ser algo netamente ocasional en la mayoría de las culturas occidentales, en muchas sociedades tradicionales, el cortejo es una actividad estructurada con reglas muy específicas y formales. En algunas sociedades, los padres o la comunidad eligen potenciales compañeros para sus hijos o miembros de dichas comunidades respectivamente. En Japón, existe un tipo de cortejo llamado «ommiada» con esas características, en el cual los padres pagan a un experto para ayudarles a elegir compañeros potenciales para sus hijos. Si la pareja acepta, se realiza un encuentro formal en el que el experto y frecuentemente los padres están presentes. Después de unos pocos encuentros, la pareja debe decidir si casarse o no.
En algunas partes, los padres o la comunidad proponen a las posibles parejas y luego permiten una cita limitada para determinar si las partes son adecuadas. En Japón, existe un tipo de cortejo de este tipo llamado Omiai, con prácticas similares denominadas "Xiangqin" (相親) en la Gran China. Los padres contratarán a un casamentero para que les proporcione fotos y currículos de posibles parejas, y si la pareja está de acuerdo, habrá una reunión formal con el casamentero y a menudo los padres presentes. El casamentero y los padres suelen presionar a la pareja para que decida si quiere casarse o no después de unas cuantas citas.
El cortejo en Filipinas es una forma compleja de cortejo. A diferencia de lo que se ve habitualmente en otras sociedades, adopta un enfoque mucho más tenue e indirecto. Es complejo, ya que implica etapas, y se considera normal que el cortejo dure un año o más. Es habitual ver a un hombre presumir enviando cartas y poemas de amor, cantando canciones románticas y comprando regalos para la mujer. Los padres también son considerados como parte de la práctica del cortejo, ya que su aprobación es comúnmente necesaria antes de que el cortejo pueda comenzar o antes de que la mujer dé al hombre una respuesta a sus avances.
En las sociedades más cerradas, el noviazgo se elimina prácticamente por completo mediante la práctica de los matrimonios concertados en los que las parejas son elegidas para los jóvenes, normalmente por sus padres. Prohibir los noviazgos experimentales y en serie y sancionar sólo los matrimonios concertados es, en parte, una forma de proteger la castidad de los jóvenes y, en parte, una cuestión de promover los intereses familiares, que, en esas culturas, pueden considerarse más importantes que las preferencias románticas individuales.
A lo largo de la historia, el cortejo ha incluido a menudo tradiciones como el intercambio de tarjetas de San Valentín, la correspondencia escrita (que se vio facilitada por la creación del servicio postal en el siglo XIX) y otros cortejos similares basados en la comunicación. En las últimas décadas, sin embargo, el concepto de matrimonio concertado ha cambiado o simplemente se ha mezclado con otras formas de citas, incluyendo las orientales e indias; las potenciales parejas tienen la oportunidad de conocerse y salir juntos antes de que uno decida si continuar o no la relación.
En algunas culturas, el cortejo es abolido por la práctica del matrimonio arreglado, en el que los compañeros para las personas jóvenes son elegidos típicamente por sus padres.

## Citas
En las sociedades occidentales, una cita es una ocasión en la que uno socializa con un potencial amante o cónyuge. También podría definirse como un encuentro programado entre dos personas con interés mutuo, en el cual los dos individuos se comunican y participan de actividades sociales fuera del horario de sus obligaciones cotidianas, tales como la escuela o el trabajo. En este sentido, el propósito de una cita es conocerse y decidir si quieren establecer una relación de noviazgo.
Durante las citas, las personas exploran la personalidad del otro, para descubrir si son compatibles y si podrían sostener una relación. Frecuentemente, si los individuos descubren que su compatibilidad es pobre o baja, la relación se termina. La información sobre la otra persona que se busca más a menudo incluye actitudes; carácter e integridad; etapa de crecimiento personal; expectativas; orígenes familiares, culturales y sociales; edad; hábitos; intereses; madurez; filosofía personal; preferencias y prioridades; opiniones políticas y religiosas; opiniones sobre el sexo, el matrimonio y los hijos; maneras de comunicarse; y situación económica.
Por lo general, en una cita las personas tratan de mostrar sus mejores cualidades, tener un buen comportamiento y hacer cualquier cosa que crean atractiva para el otro individuo.

## El cortejo en la teoría social
El cortejo es utilizado por varios teóricos para explicar los procesos de género y la identidad sexual. La investigación científica sobre el cortejo comenzó en la década de 1980, tras lo cual los investigadores académicos empezaron a generar teorías sobre las prácticas y normas modernas de las citas románticas. Los investigadores han descubierto que, en contra de la creencia popular, el cortejo es normalmente activado y controlado por las mujeres, impulsado principalmente por el comportamiento no verbal, al que los hombres responden. Una de las funciones del amor romántico es el cortejo.
En general, esto lo apoyan otros teóricos especializados en el estudio del lenguaje corporal. Sin embargo, hay estudiosas feministas que consideran el noviazgo como un proceso socialmente construido (y dirigido por los hombres) organizado para subyugar a las mujeres. Warren Farrell informó, por ejemplo, que las revistas matrimoniales y de ficción romántica siguen atrayendo un 98% de lectores femeninos. Las investigaciones sistemáticas sobre los procesos de cortejo en el lugar de trabajo y dos estudios de una década de duración que examinan las normas en diferentes contextos internacionales siguen apoyando la idea de que el cortejo es un proceso social que socializa a ambos sexos para que acepten formas de relación que maximicen las posibilidades de criar a los hijos con éxito.

## El cortejo en algunos animales
El cortejo entre animales es objeto de estudio en la etología. Se trata de un comportamiento, observado en casi todo el mundo animal y considerado innato, destinado a comunicar la disposición a aparearse. También tiene la función de reconocimiento específico de la especie y la de reducir el comportamiento agresivo de una posible pareja. Puede ser muy complejo, como en el caso del somormujo lavanco (Podiceps cristatus), y contener una serie de comportamientos cotidianos pero ritualizados. Por ejemplo, la limpieza de las plumas o el acto de alimentarse u ofrecer alimento, y también podemos incluir las demostraciones de grandes proezas físicas o la exaltación de alguna característica que resulte especialmente atractiva para el sexo opuesto. Se cree que el origen de algunos de estos comportamientos, como la limpieza de plumas, se encuentra en las actividades de sustitución que se producen en casos de fuerte indecisión emocional por parte de los animales, por ejemplo, cuando ante lo que consideran un peligro, tienen que elegir entre atacar o huir. En el caso del gato se ha observado que empieza a lamerse el pelo, mientras que en el lobo es típico el fenómeno de la diuresis.
No sólo es característico de los vertebrados, por ejemplo, en el caso de las arañas encontramos las más diversas y más o menos evolucionadas formas de cortejo. Dada su agresividad característica, es prioritario que el macho sea reconocido como tal por la hembra y que inhiba su comportamiento depredador. En algunos casos, ciertas arañas pellizcan la tela de la hembra con frecuencias particulares, en otros hacen señales visuales a distancia agitando las patas, mientras que otros traen a la hembra una presa envuelta en un capullo característico como regalo. En este último caso, se ha observado que algunos machos llevan a la hembra un capullo vacío.

### Tortugas marinas

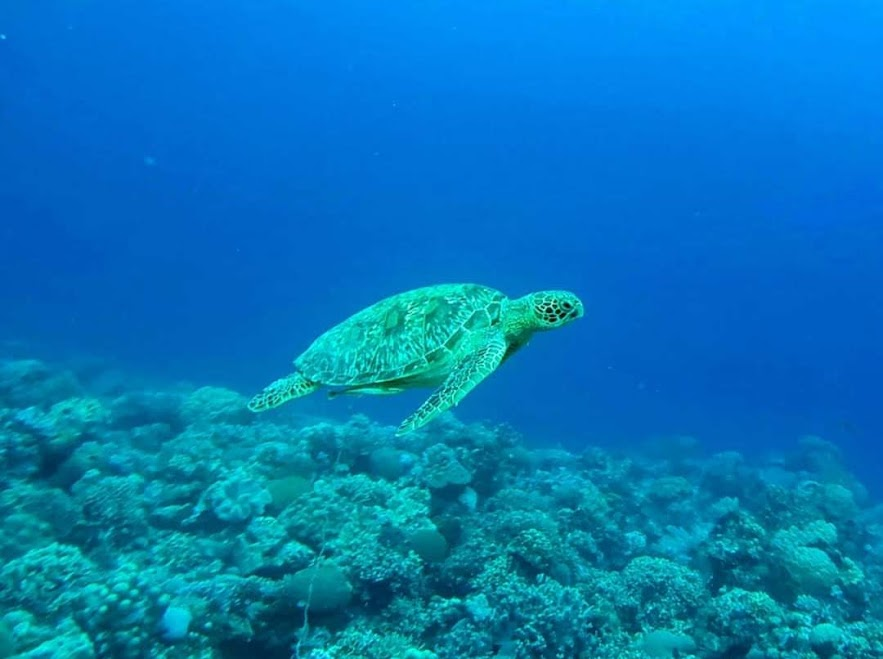
Chelonioidea

Las tortugas marinas cortejan durante un tiempo limitado. Durante el cortejo, los machos frotan su nariz en la cabeza de la hembra para mostrarle su afecto o le muerden suavemente la nuca. Esto puede durar largos periodos de tiempo, dependiendo de si la hembra responde al macho. Si la hembra responde que no huye, el macho se pegará a la parte posterior del caparazón de la hembra utilizando sus patas delanteras. Extenderá su larga cola bajo la parte posterior del caparazón de la hembra para iniciar la cópula.
El cortejo puede ser competitivo entre machos. El macho que tiene mejor resistencia que sus rivales gana la hembra. Para ella, la resistencia es un rasgo importante que se transmite a la descendencia; cuanto mayor sea la resistencia del macho, mayor será la resistencia de su descendencia y mayor será la probabilidad de que sobreviva. Las tortugas laúd marinas  también elegirán muchos machos diferentes para aparearse con el fin de diversificar su descendencia..

### Hipopótamo

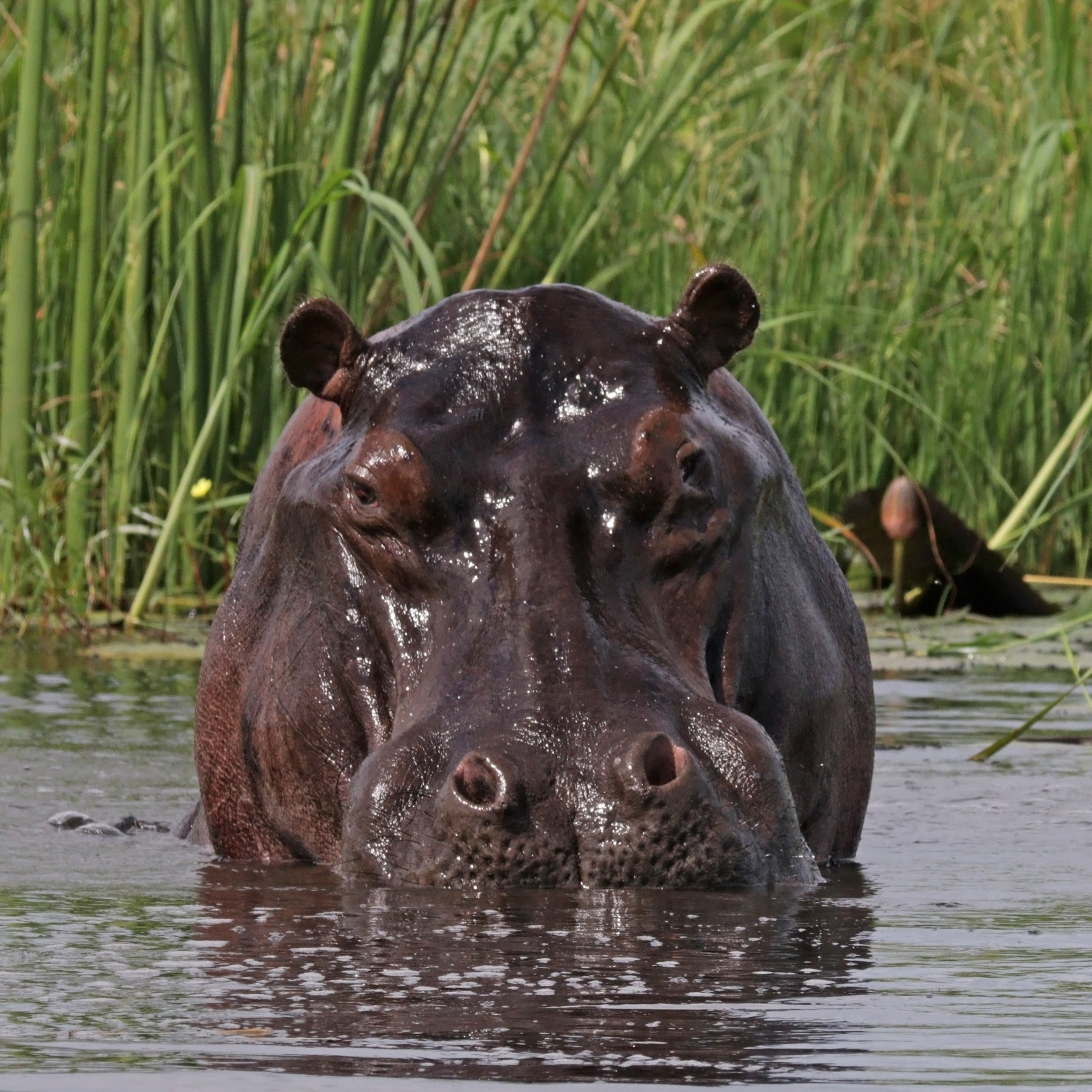
Hippopotamus amphibius

El apareamiento y el nacimiento del hipopótamo se producen en el agua. Esto se debe a que les da privacidad durante la concepción y ayuda a ahorrar energía durante el parto. Las hembras de hipopótamo suelen tener una edad media de 5-6 años, mientras que los machos tienen una edad media de 7-8 años. Durante la época de apareamiento, el hipopótamo macho busca una compañera fuera de la manada, mostrando su interés al olfatear el trasero de la hembra. Para alertar a la manada o a otros animales que puedan estar al acecho, el macho emitirá un fuerte silbido. Antes de dar a luz, la hembra muestra un comportamiento agresivo, abandonando la manada hasta después del nacimiento de la cría. Aunque los hipopótamos pueden aparearse en cualquier momento del año, la temporada de apareamiento sucede ente febrero y agosto. Como el consumo de energía es elevado, la hembra suele tener una sola cría en un periodo de dos años..

### Insectos

#### Abejas de la miel

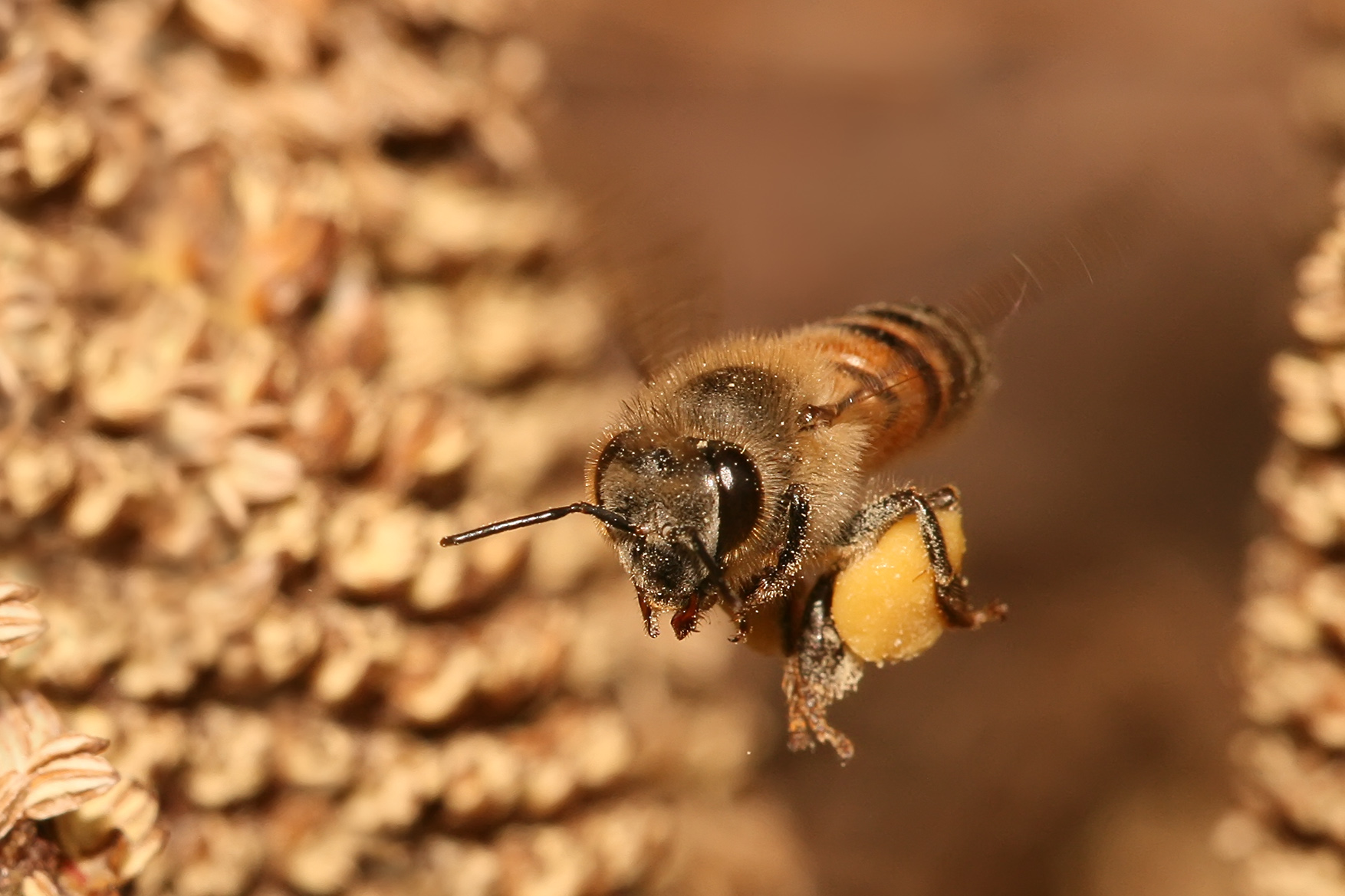
Apis mellifera

El comportamiento de cortejo de las abejas melíferas sigue dos tipos distintos: el apareamiento en las proximidades del colmenar y la reunión de los zánganos. La mayoría de los zánganos (los ejemplares machos) mueren rápidamente después del apareamiento. Los pocos que sobreviven suelen ser expulsados de sus nidos, ya que han completado su único propósito al aparearse.
Las nuevas generaciones de reinas se aparean y producen sus propias colonias si la reina se queda sin esperma durante su vida. El sexo de las crías es controlado por las reinas de las abejas melíferas. Las investigaciones han indicado que los huevos fecundados se convierten en obreras y reinas, mientras que los huevos no fecundados se convierten en abejas melíferas. Las obreras pueden poner huevos estériles pero no se aparean. Los huevos estériles se convierten en abejas macho. Los huevos de la reina se depositan en celdas estructurales de forma ovalada que suelen estar pegadas al techo del nido. La jalea real se rellena entonces con estas células para evitar la caída de las larvas. Las futuras obreras son alimentadas con jalea real durante los dos primeros días. Las futuras reinas reciben jalea real durante todo el periodo larvario. Para un correcto crecimiento desde el huevo hasta el adulto, las abejas melíferas macho necesitan 24 días, 21 las obreras y 16 las reinas..

#### Otros insectos

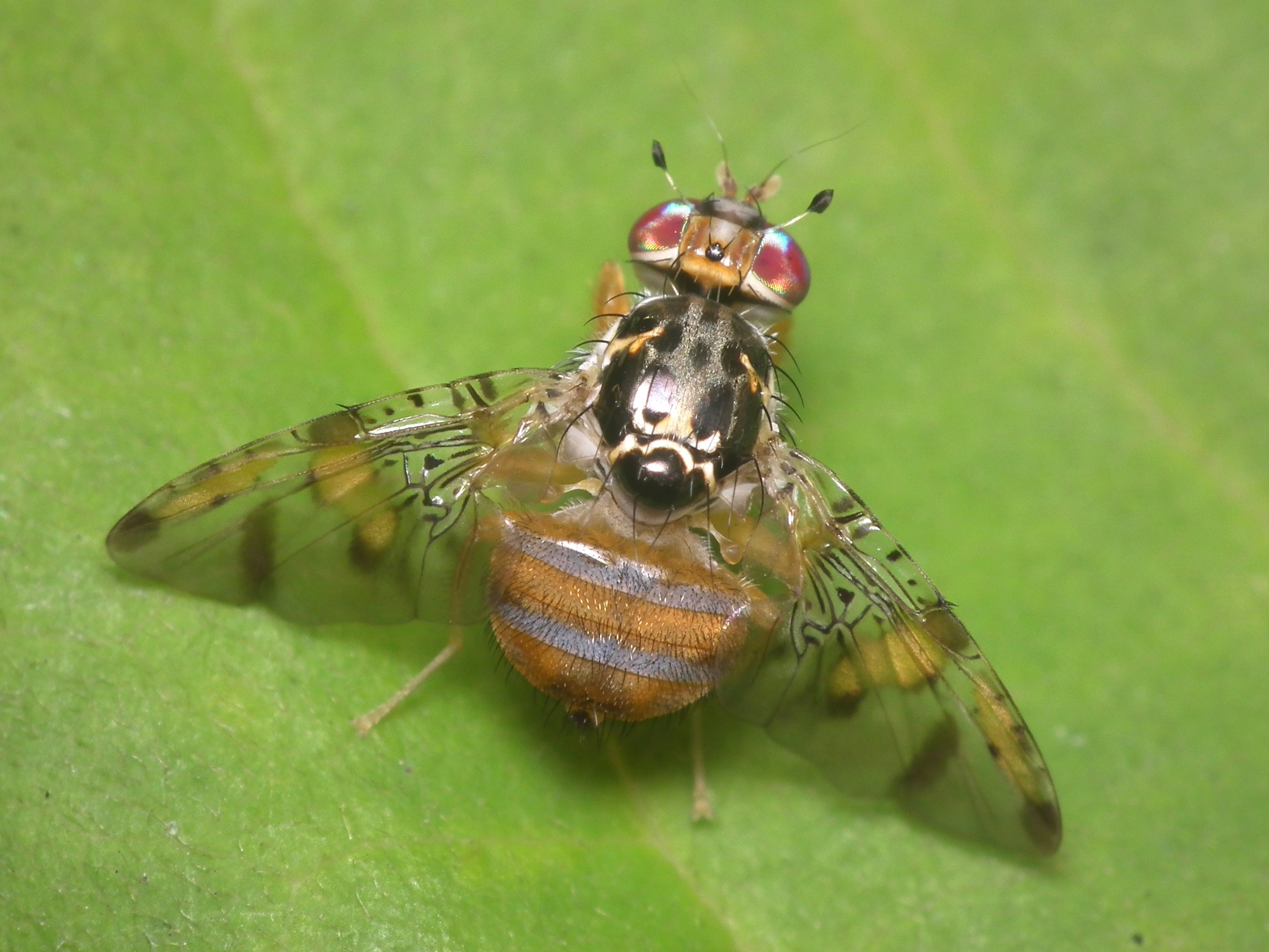
Ceratitis capitata

Algunas especies de insectos muestran un comportamiento de cortejo para atraer a sus parejas, como la especie Ceratitis capitata (también conocida como la mosca mediterránea de la fruta). Durante la fase de cortejo, los machos y las hembras intercambian señales para mostrar su voluntad de aparearse. El macho comienza con una serie de movimientos de la cabeza, y después de 1-2 segundos de movimiento, también comienza a batir las alas y se acerca a la hembra. Una vez que el macho esté lo suficientemente cerca de la hembra, saltará a la espalda de ésta y comenzará el apareamiento. Otro ejemplo lo encontramos en la especie de araña Maratus volans, donde el macho realiza una elaborada danza. El macho abrirá su colorido abanico y comenzará a vibrar para atraer la atención de la hembra. El macho comenzará a acercarse cada vez más a la hembra hasta que se produzca el apareamiento. Este comportamiento de apareamiento es similar al expresado por los pavos reales.